# Museum Martena
Museum Martena is het stadsmuseum van Franeker in de provincie Friesland. Het portrettenmuseum huisvest diverse collecties waarvan de wortels zich in de Franeker kunst- en cultuurgeschiedenis bevinden. Het museum won in 2020 de RAAK Stimuleringsprijs, waarmee de Aaitoer werd ontwikkeld: een speciale tour door het museum voor bezoekers met een visuele, auditieve of lichamelijk beperking.

## Gebouw
Het museum is gevestigd in de Martenastins, een stins die in 1498 in opdracht van de Friese edelman Hessel van Martena (ca. 1460-1517) is gebouwd. De Franeker burgemeester Suffridus Westerhuis liet na aankoop van het gebouw in 1694 een tuin aanleggen naar het voorbeeld van de tuinen van de Franse tuinarchitect André le Nôtre. In 1834 werd de tuin heringericht door de in Leeuwarden woonachtige tuinarchitect Lucas Pieters Roodbaard.

## Collectie
Museum Martena herbergt de historische collectie van de stad Franeker, de collectie over de voormalige Universiteit van Franeker en bezit ook de grootste collectie over en van de wetenschapper Anna Maria van Schurman. Zij was de eerste vrouwelijke universiteitsstudente in Nederland. In haar vroege jeugd woonde zij samen met haar familie in de Martenastins.
In het museum is een van de drie in Nederland bewaard gebleven xylotheken te zien. Deze is met 158 banden tevens de grootste van de drie.

## Tentoonstellingen
Het museum organiseert regelmatig tentoonstellingen over hedendaagse kunst van Friese kunstenaars. Zo was er in 2023 een expositie van de uit Franeker afkomstige fotograaf en kunstenaar Joost Vandebrug en van kunstenares CP Berbée.

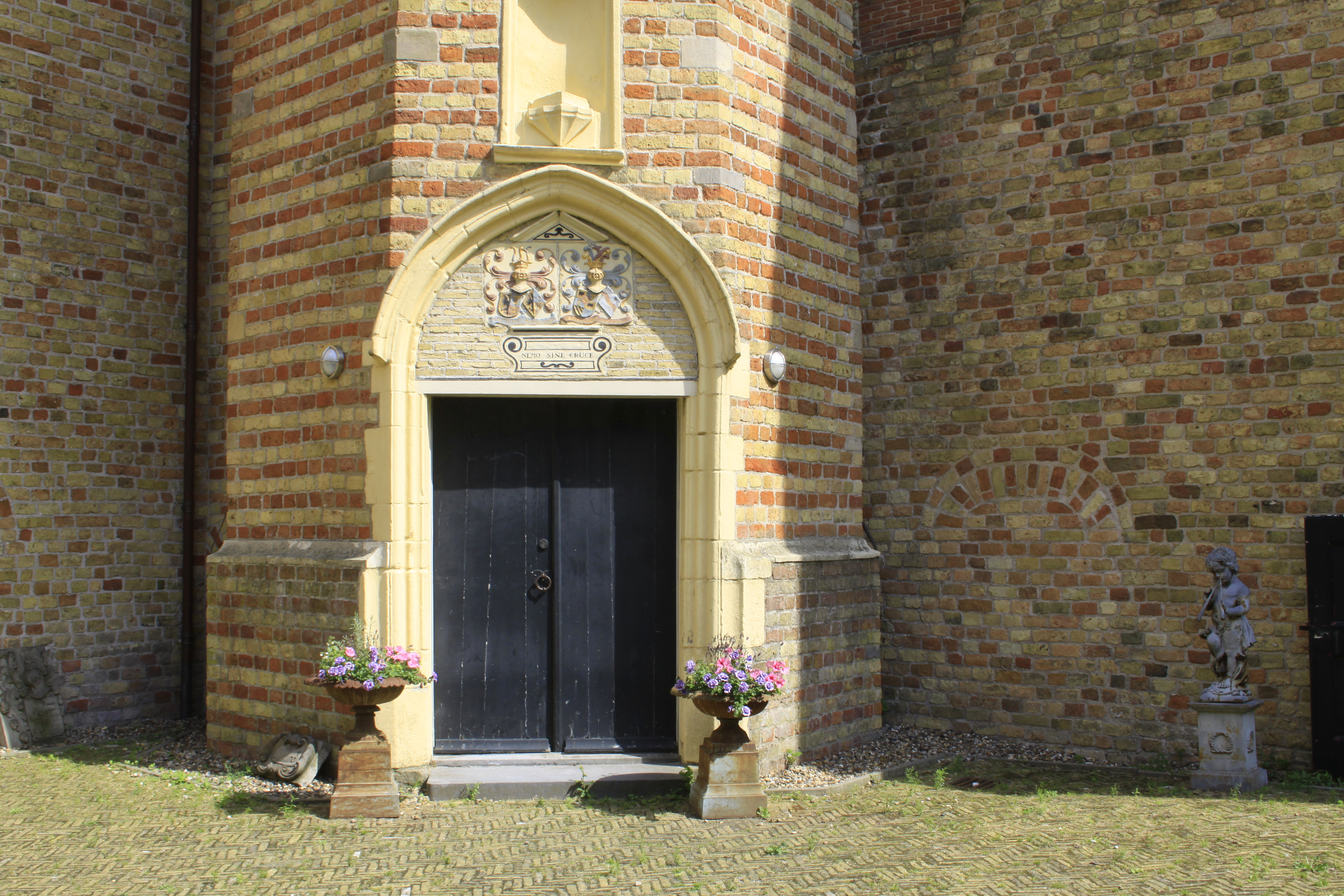
Zijingang met gevelsteen
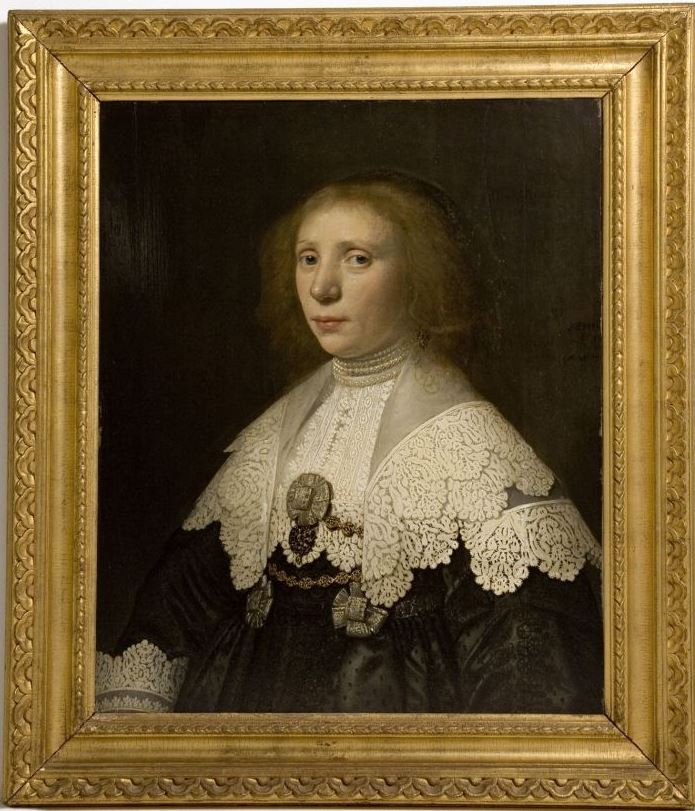
Anna Maria van Schurman